# Аварская письменность
Аварская письменность (авар. аваразул хъвай-хъвагӀай) — письменность, используемая для записи аварского языка. За время своего существования функционировала на разных графических основах и неоднократно реформировалась. В настоящее время аварская письменность функционирует на кириллице. В истории аварской письменности выделяются следующие этапы:
- XV век — 1928 год — письменность на основе арабского алфавита
- 1860-е — 1910-е годы — письменность на основе кириллицы (параллельно с арабской)
- 1928—1938 годы — письменность на латинской основе
- с 1938 года — современная письменность на основе кириллицы

## Грузинское письмо

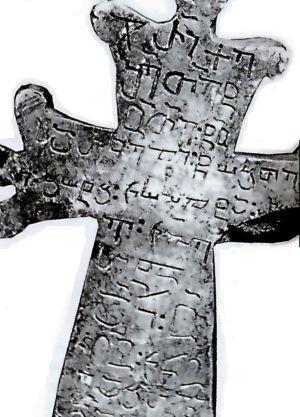
Крест с грузинской и аварской надписями, выполненными грузинским письмом

Древнейшими памятниками аварской письменности считаются 3 грузинско-аварские билингвы на каменных крестах и плитах, обнаруженные в Хунзахском районе Дагестана. Эти надписи сделаны грузинским письмом. Одна из них была расшифрована академиком А. С. Чикобава в 1940 году, другая, из селения Хунзах, описана Т. Е. Гудава, третья, из селения Гоцатль, расшифрована К. Ш. Микаиловым. Эти надписи датируются XII—XIV веками.

## Арабское письмо
После распространения в Дагестане ислама вместе с ним проникает и арабская письменность. Древнейшим памятником аварской письменности на арабской графической основе считается надпись в селе Корода Гунибского района, которая датируется XIII—XIV веками. К концу XV века относится старейший известный аварский рукописный текст — в написанном на арабском языке завещании Андуника, сына Ибрагима есть 16 аварских слов, записанной немодифицированной арабской графикой. По мнению Б. М. Атаева ранние аварские записи не имели своей целью фиксации собственно аварского языка.
С XVI века начала распространяться собственно аварская письменность. До нашего времени сохранились отдельные рукописи XVI—XIX веков, написанных по-аварски. В XVII веке записи аварского языка арабскими буквами были уже достаточно широко распространены: известны глоссарии того периода, составленные Шаабаном, сыном Исмаила из Ободы, а также образцы художественных произведений Мусалава Мухаммеда из Кудутля.
В конце XVIII века Дибир-Кади из Хунзаха реформировал арабский алфавит, приспособив его к фонетическим особенностям аварского языка. Этот алфавит получил название «аджам». Однако он имел ряд недостатков, которые позднее неоднократно пытались упразднить. Так, в XIX веке по предложению имама Шамиля специальная комиссия ввела знак ڸ для обозначения латерального лъ. В 1884 году в Стамбуле вышла первая аварская печатная книга, где использовался арабский шрифт, а затем книгоиздание началось и в Дагестане; книги на аварском печатались преимущественно в Темир-Хан-Шуре. Алфавит аварского языка на арабской основе имел следующий вид:
| ا | ب | پ | ت | ث | ج | چ | چّ | خ | خّ |
| ح | د | ر | ز | زّ | س | سّ | ش | شّ | ص |
| صّ | ط | ظ | ع | غ | ف | ۊ | ۊّ | ک | کّ |
| ڸ | ل | لّ | م | ن | و | ﻫ | ى |   |   |

В 1920-е годы арабский алфавит для аварского языка был реформирован — введены буквы для ряда специфических аварских согласных звуков, а также знаки для обозначения гласных, отсутствовавшие в традиционном арабском алфавите. Реформированный алфавит получил название «новый аджам» и употреблялся до 1928 года. К концу 1920-х годов аварский алфавит выглядел так (порядок букв не соблюдён):
ڗ ژ ز څ ؼ خ و ﻁ ت ش ڝ س ر ڨ ق پ او ن م لّ ڸ ل ک ى اى ﻉ ﺡ ﻫ غ گ اه د ڃ ﺝ ب ا

## Алфавит Услара

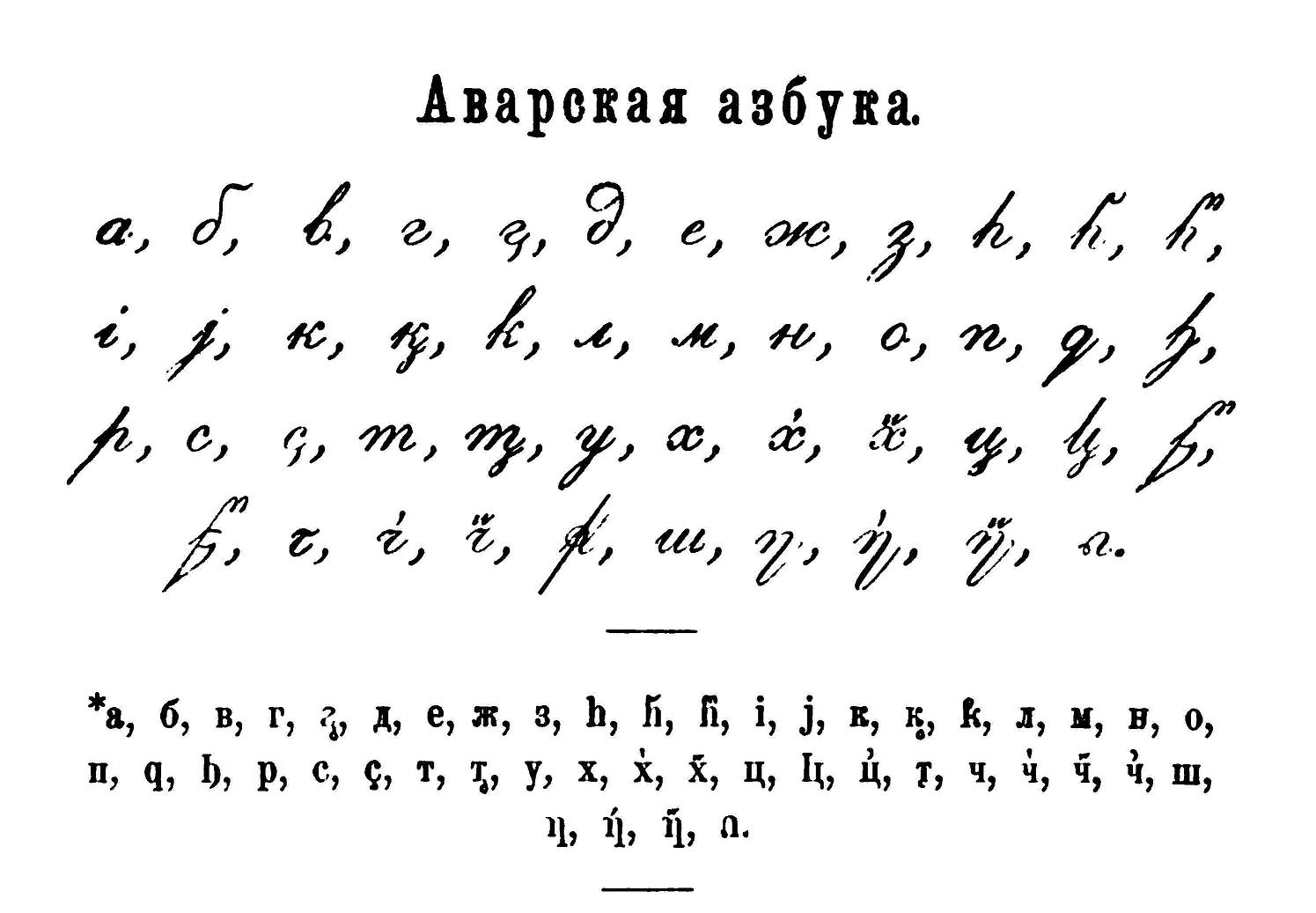
Аварский алфавит Услара

В 1860-е годы, после присоединения Дагестана к Российской империи, этнографом и лингвистом П. К. Усларом была составлена первая аварская грамматика (напечатана в 1889 году). В этой грамматике был использован модифицированный кириллический алфавит с добавлением нескольких латинских и грузинских букв. В 1865 году на этом алфавите в Тифлисе была напечатана первая аварская книга — «Ҭоцебесаб х̍ундеріл мацаɳ̍ул жуз — Аварская азбука». В 1860-е годы на этом алфавите вышел ещё ряд книг. В то же время предпринимались попытки ввести этот алфавит в сферу школьного образования, но они не принесли заметного успеха.
Однако и в дальнейшем алфавит Услара находил некоторое применение. В частности, известен аварский перевод Евангелия от Иоанна (49 листов), выполненный в 1900 году Джаватхан Гебедовым из села Телетль и записанный алфавитом Услара.

## Латинизация

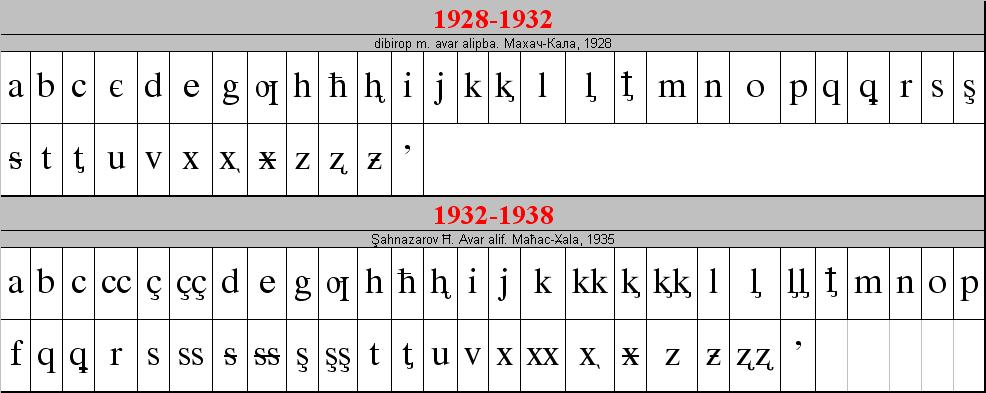
Аварский алфавит (1928—1938)

В 1923 году на конференции мусульманских народов в Пятигорске был поднят вопрос о переходе дагестанских языков на латинский алфавит. Однако тогда этот вопрос был признан преждевременным — против латиницы резко возражало духовенство и часть интеллигенции. Вновь этот вопрос был поднят в 1926 году. В феврале 1928 года 2-й объединённый пленум обкома и Совнаркома Дагестанской АССР поставил задачу разработать латинизированные алфавиты для народов республики, в том числе и для аварцев. В том же году алфавит был составлен и утверждён. Согласно постановлению ЦИК Дагестанской АССР с 1 октября 1930 года латинизированный аварский алфавит становился единственным допустимым к использованию во всех официальных сферах.
Первый вариант аварского латинизированного алфавита не имел заглавных букв и выглядел так: a, b, c, , d, e, g, ƣ, h, ħ, ⱨ, i, j, k, ⱪ, l, , , m, n, o, p, q, ꝗ, r, s, ş, ꞩ, t, , u, v, x, ҳ, ӿ, z, ⱬ, ƶ, ’. В 1932 году была проведена реформа алфавита — введены заглавные буквы и буквы F f, Ç ç, исключена буква . В результате алфавит принял следующий вид:
| A a | B b | C c | Ç ç | D d | E e | G g | Ƣ ƣ | H h | ħ   |
| Ⱨ ⱨ | I i | J j | K k | Ⱪ ⱪ | L l | Ļ   | Ꝉ   | M m | N n |
| O o | P p | F f | Q q | Ꝗ ꝗ | R r | S s | Ş ş | Ꞩ ꞩ | T t |
| Ҭ   | U u | V v | X x | Ҳ ҳ | Ӿ ӿ | Z z | Ⱬ ⱬ | Ƶ ƶ | '   |

Этот алфавит использовался до 1938 года.

## Современный алфавит
В конце 1930-х годов в СССР начался процесс перевода письменностей на кириллицу. В ходе этого процесса 5 января 1938 года бюро Дагестанского обкома ВКП(б) постановило перевести на кириллицу и алфавиты народов Дагестана. 8 февраля это решение было утверждено ЦК Дагестанской АССР. 10 февраля новый аварский алфавит был опубликован в газете «Дагестанская правда».
Впоследствии в алфавит были внесены небольшие изменения (введена буква Ё ё и исключена буква Тл тл). В декабре 1952 года на научной сессии Института истории, языка и литературы Дагестанского филиала АН СССР было решено ввести в аварский алфавит букву ЛӀ лӀ (одна из фонем латерального ряда), а буквосочетания цӀцӀ, чӀчӀ и кӀкӀ заменить на ць, чь и Ӏк соответственно. Однако это решение не было претворено в жизнь. В 1993 году этот вопрос среди прочих опять обсуждался на конференции по проблемам нормализации письменных языков в ИЯЛИ ДНЦ РАН, где, в частности, предлагалось заменить цӀцӀ и чӀчӀ на цII и чII или цъ и чъ. Этот проект также не был реализован.
Ныне аварский алфавит выглядит так:
| А а | Б б   | В в | Г г   | Гъ гъ | Гь гь | ГӀ гӀ | Д д   | Е е   | Ё ё   | Ж ж | З з   |
| И и | Й й   | К к | Къ къ | Кь кь | КӀ кӀ | Л л   | Лъ лъ | М м   | Н н   | О о | П п   |
| Р р | С с   | Т т | ТӀ тӀ | У у   | Ф ф   | Х х   | Хъ хъ | Хь хь | ХӀ хӀ | Ц ц | ЦӀ цӀ |
| Ч ч | ЧӀ чӀ | Ш ш | Щ щ   | Ъ ъ   | Ы ы   | Ь ь   | Э э   | Ю ю   | Я я   |     |       |

Буква Гъ в аварском алфавите обозначает увулярный звонкий спирант, Гь — ларингальный глухой спирант, ГӀ — фарингальный звонкий спирант, Къ — увулярный абруптив, Кь — латеральный абруптив, КӀ — заднеязычный смычный абруптив, Лъ — латеральный глухой спирант и латеральную глухую аффрикату, ТӀ — переднеязычный смычный абруптив, Хъ — увулярную глухую аффрикату, Хь — заднеязычный глухой спирант, ХӀ — фарингальный глухой спирант, ЦӀ — свистящий абруптив, ЧӀ — шипящий абруптив. Долгие звуки обозначаются удвоением соответствующей буквы — кк, кӀкӀ, лълъ, сс, хх, цц, цӀцӀ, чч, чӀчӀ, и только долгий [ʃ] обозначается отдельным знаком — щ. При этом долгие согласные обозначаются, как правило, лишь при наличии минимальных пар с соответствующими краткими: мах «береза» и махх «железо», но мех [meχː] «пора, время».

## Таблица соответствия алфавитов
Составлено по:
| Современная кириллица | МФА     | Услар | Латиница | Арабский алфавит |
| --------------------- | ------- | ----- | -------- | ---------------- |
| а                     | a       | а     | a        | آ ,ا             |
| б                     | b       | б     | b        | ب                |
| в                     | w       | в, у  | v        | و                |
| г                     | g       | г     | g        | گ ,ڲ             |
| гъ                    | ʁ       | ӷ     | ƣ        | غ                |
| гь                    | h       | h     | h        | ﻫ                |
| гI                    | ʕ       | ꜧ     | ⱨ        | ع                |
| д                     | d       | д     | d        | د                |
| е                     | e, je-  | е     | e, je    | اِ ,اه            |
| ж                     | ʒ       | ж     | ƶ        | ج ,ڗ             |
| з                     | z       | з     | z        | ز                |
| и                     | i       | i     | i        | اى ,اِ            |
| й                     | j       | j     | j        | ى                |
| к                     | k       | к     | k        | ک                |
| (кк)                  | k:      | кّ     | kk       | ک ,کّ             |
| къ                    | q’      | q     | q        | ق                |
| кь                    | tɬ’     | ດ     | ꝗ        | ق ,ڸّ ,ۊّ ,ڨ       |
| кI                    | k’      | қ     | ⱪ        | گ ,ڲ ,ک          |
| (кӀкI)                | k’:     | хّ     | ⱪⱪ       | کّ                |
| л                     | l       | л     | l        | ل                |
| лъ                    | tɬ, ɬ   | ɳ     | ļ        | ڸ                |
| (лълъ)                | tɬ:, ɬ: | ɳ̍, ɳّ  | ꝉ, ļļ    | ڸّ ,ڸ             |
| м                     | m       | м     | m        | م                |
| н                     | n       | н     | n        | ن                |
| о                     | o       | о     | o        | او               |
| п                     | p       | п     | p        | ف ,پ             |
| р                     | r       | р     | r        | ر                |
| с                     | s       | ç     | s        | س                |
| (сс)                  | s:      | с     | ss       | صّ ,ص             |
| т                     | t       | т     | t        | ت                |
| тI                    | t’      | ҭ     | ƫ        | ط                |
| у                     | u       | у     | u        | او               |
| ф                     | f       |       | f        | ف                |
| х                     | χ       | x     | x        | خ                |
| (хх)                  | χ:      | х̍     | xx       | خّ                |
| хъ                    | q       | k     | ӿ        | څ ,خّ             |
| хь                    | x       | h     | ҳ        | ؼ ,کّ             |
| хI                    | ћ       | h̑     | ћ        | ح                |
| ц                     | ʦ       | ꚑ     | s        | ڝ ,ز             |
| (цц)                  | ʦ:      | ц     | ss       | زّ ,ز             |
| цI                    | ʦ’      | ц̓     | ⱬ        | ڗ ,ز ,زّ          |
| (цӀцI)                | ʦ’:     | ц     | ⱬⱬ       | ژّ                |
| ч                     | ʧ       | ч     | c        | ج ,چ             |
| (чч)                  | ʧ:      | ч̍     | cс       | ش ,چ ,چّ          |
| чI                    | ʧ’      | чّ     | ç        | چ ,چّ ,ڃ          |
| (чӀчI)                | ʧ’:     | ч̓     | çç       | چّ                |
| ш                     | ʃ       | ш     | ş        | ش                |
| щ                     | ʃː      | ш     | şş       | شّ                |
| ъ                     | ʔ       |       | ’        | ء                |
| э                     | e       | е     | e        | اه               |
| ю                     | ju      |       | ju       |                  |
| я                     | ja      |       | ja       |                  |